# E.V.O.: Search for Eden
E.V.O.: Search for Eden, ursprungligen utgivet i Japan  som 46 Okunen Monogatari: Harukanaru Eden e (46億年物語 はるかなるエデンへ? "4.6 Billion Year Story: To Distant Eden"), är ett sidscrollande actionäventyrsspel utvecklat av Almanic Corporation och utgivet av Enix till SNES. Spelet släpptes 1992 i Japan, och i Nordamerika 1993. Plattformsgenren blandas med rollspel. Spelet påminner mycket om Almanics 46 Okunen Monogatari: The Shinka Ron som släpptes 1990 i Japan till PC-9801.

## Handling
Spelet utspelar sig över en period om miljarder år, och Gaia guidar spelaren genom fem olika geologiska tidsåldrar. Man börjar spelet som en fisk, för att sedan utvecklas till landvarelser och slutligen ta sig till Eden.
Tidsperioderna är Kambrium och Ordovicium under Paleozoikum från 500 miljoner år före samtiden till 450 miljoner år före samtiden, därefter Karbon, Mesozoikum ("Dinosaurietiden"), och sena Neogen ("Istiden").

### Fotnoter
1. ↑  ”EVO: Search for Eden” (på engelska). Mobygames. 11 mars 1992. Arkiverad från originalet den 9 december 2014. https://web.archive.org/web/20141209051821/http://www.mobygames.com/game/e-v-o-search-for-eden. Läst 26 maj 2014.